# Maryland (Schiff, 1921)
Die USS Maryland war ein Schlachtschiff der Colorado-Klasse der United States Navy. Sie war das erste Schiff dieser Klasse (die deswegen alternativ auch oft als Maryland-Klasse bezeichnet wurde) und das dritte Schiff in der US Navy, das diesen Namen erhielt. Benannt wurde das Schlachtschiff nach dem Bundesstaat Maryland. Die Maryland war im Rahmen des US-Flottengesetzes vom 29. August 1916 bewilligt und am 15. Dezember 1916 unter der Kennung BB-46 in Auftrag gegeben worden. Die Kiellegung des Schiffes auf der Werft der Newport News Shipbuilding Company in Newport News (Virginia) fand am 24. April 1917 statt. Nach dem Stapellauf am 20. März 1920 erfolgte am 21. Juli 1921 die Indienststellung.

## Technik und Besonderheiten
Die Maryland und ihre Schwesterschiffe waren die ersten amerikanischen Schlachtschiffe, die mit 406-mm-Geschützen geplant und ausgerüstet wurden, womit die Einheiten dieses Typs zudem weltweit an zweiter Stelle standen, was die Nutzung dieses Kalibers überhaupt betraf (das erste Schiff, das mit 406-mm-Geschützen in Dienst genommen wurde, war das japanische Schlachtschiff Nagato gewesen, das nur etwa acht Monate vor der Maryland fertiggestellt worden war). Zum Zeitpunkt ihrer Indienststellung war die Maryland das kampfstärkste Schlachtschiff der US-Marine.
Die Maryland erhielt zudem 1922 als erstes amerikanisches Schlachtschiff einen Katapult für Seeflugzeuge, das auf der Schanz installiert wurde und bis zum Kriegsende in Betrieb blieb. 1923 wurde zudem ein zweites Katapult auf der Decke des achteren Turms C eingebaut, das bis ins Jahr 1942 hinein in Gebrauch war, dann allerdings entfernt wurde. Zumeist befanden sich drei Schwimmerflugzeuge an Bord, darunter Maschinen der Typen Vought VE-9H (1920er-Jahre) und Vought OS2U (ab 1941).
Ferner wurde dieses Schiff, als erstes seiner Klasse, 1941 beiderseitig mit Torpedowulsten von jeweils etwa 1,6 m Breite ausgestattet. Zudem wurden die charakteristischen runden Gittermasten der Maryland (und auch die der Schwesterschiffe) im Verlauf des Zweiten Weltkrieges gekürzt oder vollständig umgebaut. So wurde der achtere Gittermast der Maryland Anfang 1942 auf Höhe der Schornsteine gekürzt und Ende 1943 komplett abgebaut. An seine Stelle trat ein mehrstöckiger und massiver Turmaufbau, der Radarantennen, leichte Flugabwehrkanonen und Scheinwerfer aufnahm.

### Artilleriebewaffnung
Die insgesamt acht 406-mm-Geschütze des Typs Mark 1 L/45 wurden in vier jeweils rund 880 Tonnen schweren Zwillingstürmen untergebracht, wobei je zwei Türme vor und hinter den Hauptaufbauten installiert waren. Die Geschütze der Hauptartillerie waren in der Lage, ein 957,1 Kilogramm schweres panzerbrechendes Geschoss über eine Entfernung von maximal etwa 31.300 m zu feuern. Die Feuergeschwindigkeit lag bei etwa 1,5 Schuss pro Minute. Beide Rohre in den Zwillingstürmen standen in separaten Abteilen und waren durch feuerfeste Schotten voneinander getrennt.
Zwischen 1936 und 1938 wurden die Geschütze der Schiffe der Colorado-Klasse im Rahmen einer allgemeinen Modernisierung der US-Schlachtflotte überarbeitet, wobei sich die Bezeichnung der 406-mm-Kanonen in Mark 5 bei gleicher Rohrlänge (L/45) änderte. Diese Geschütze konnten nun unter anderem eine neu entwickelte und eingeführte 406-mm-Panzergranate des Typs AP („armor piercing“) Mark 5 verfeuern, welche 1.016 Kilogramm wog. Die Reichweite wurde zudem auf rund 35.000 m erhöht, was durch eine Vergrößerung des Höhenrichtbereiches erreicht wurde. Durch die Umbauten stieg das Gewicht der Türme auf etwa 920 Tonnen an. Im Verlauf des Zweiten Weltkrieges kam ferner eine dünnwandige (und damit nicht panzerbrechende) und mit einer größeren Sprengladung versehene Granate für den Beschuss von Landzielen zum Einsatz. Diese Granate, auch als HC („high capacity“) Mark 13 bezeichnet, wog nur 862 Kilogramm, besaß aber im Vergleich zur AP-Granate etwa die vierfache Menge an Sprengstoff.
Ab der Indienststellung befanden sich außerdem 14 einzeln aufgestellte 127-mm-Geschütze (L/51) aus dem Jahr 1911 an Bord, wobei je sieben Kanonen zu beiden Seiten der Aufbauten untergebracht waren (sechs davon in Kasematten, eines in einer offenen Lafettenaufstellung unterhalb der Brücke). Diese Geschütze wurden jedoch, da sie auch nicht zur Flugabwehr eingesetzt werden konnten, nach und nach ausgebaut und durch modernere Exemplare ersetzt. Die Flugabwehr bestand anfänglich nur aus acht älteren 76-mm-Kanonen. Ab 1929 befanden sich nur noch zehn 127-mm-Kasemattgeschütze an Bord der Maryland, dafür kamen aber acht zusätzliche 127-mm-Mehrzweckgeschütze Mark 10 L/25 in Einzelaufstellung an Bord (welche die 76-mm-Kanonen ersetzten). Nach der Reparatur der in Pearl Harbor erlittenen Schäden wurden diese acht Geschütze wiederum durch acht modernere 127-mm-Mehrzweckgeschütze Mark 12 L/38 ersetzt. Im Sommer 1945 schließlich, kurz vor dem Ende des Krieges, wurden sämtliche 127-mm-Geschütze an Bord ausgebaut und durch insgesamt 16 127-mm-Geschütze Mark 12 in acht Zwillingstürmen ersetzt; je vier Türme standen dabei zu beiden Seiten der Aufbauten.
Während des Zweiten Weltkrieges erfuhr zudem die leichte und mittlere Flugabwehr der Maryland eine ständige Verstärkung. Diese wuchs bis 1945 auf insgesamt 40 40-mm-Flak (in zehn Vierlingslafetten) und 37 20-mm-Kanonen (in Einzelaufstellung) an. Zeitweilig, ehe diese durch 40-mm-Rohre ersetzt wurden, befanden sich auch zwölf 28-mm-Flak (ab 1938) und acht schwere 12,7-mm-Fla-Maschinengewehre (ab etwa 1935 bis 1942) an Bord.

### Maschinenanlage
Die Maryland besaß acht ölbefeuerte Babcock & Wilcox-Kessel, die an zwei Getriebeturbinen von General Electric anschlossen. Diese übertrugen die Leistung an zwei Doppelphasen-Generatoren (mit je 5.424 kW), die wiederum über zwischengeschaltete Elektro-Motoren vier Schraubenwellen antrieben. Gemäß den Planungen hätten auf vier Schrauben insgesamt 28.900 PS (PSe) zur Verfügung gestanden, was für 21 kn Höchstfahrt (ca. 39 km/h) ausgereicht hätte.
Bei Probefahrten erbrachte die Maschinenanlage eine Leistung von 36.167 PSe, womit die Leistung um gut 25 Prozent über den Planungsvorgaben lag. Ein nennenswerter Geschwindigkeitszugewinn ergab sich hieraus jedoch nicht: Selbst bei Meilenfahrten lag die höchste Geschwindigkeit, die von der Maryland je erreicht wurde, bei 21,17 kn. Das Gesamtgewicht der Antriebsanlage lag bei 2.034 Tonnen.
Die Maschinenanlage galt weitgehend als ausgereift und hatte die Vorteile, dass einerseits gesonderte Turbinenschaltungen für die Rückwärtsfahrt nicht notwendig waren (was Platzersparnisse einbrachte, die wiederum einen besseren Ausbau des Unterwasserschutzes ermöglichten) und andererseits, dass im Falle des Ausfalls eines Generators noch immer alle Schrauben angesteuert werden konnten (und somit kein Bremseffekt durch sich nicht mehr drehende Schrauben entstand). Zudem erlaubten die Generatoren im Vergleich zu herkömmlichen Turbinenschaltungen ein verhältnismäßig schnelles Absenken oder Steigern der Leistung (und damit auch der Geschwindigkeit), was in Gefahrensituationen, etwa bei einer drohenden Kollision, von Vorteil war. Der Nachteil war jedoch, dass mit hoher Elektrizität gearbeitet werden musste, was – vor allem bei einem Wassereinbruch – zu Gefahrenmomenten für die Bedienmannschaften führen konnte.

### Panzerung
Das Panzerschema entsprach weitestgehend dem der vorangegangenen Tennessee-Klasse. Das einzige größere Zugeständnis war die Erhöhung der Dicke des Seitenpanzers von 356 auf 406 mm (womit die Panzerdicke jeweils dem Kaliber der Hauptgeschütze der jeweiligen Klasse entsprach). Im Rahmen von Umbauten und Modernisierungen wurden während des Zweiten Weltkrieges das Panzerdeck von 89 mm auf 102 mm verstärkt. Zudem wurde der Schutz der Kommandobrücke von 381 mm auf 406 mm erhöht (1942).
Insgesamt galt das Schiff als gut geschützt, vor allem die drei jeweils auf beiden Seiten angeordneten Torpedoschotten (von je 19 mm Stärke, was auf beiden Seiten jeweils etwa 6,6 m Platz in Anspruch nahm) gewährleisteten einen guten Schutz gegen Unterwassertreffer, der den von vielen anderen Schlachtschiffen jener Zeit übertraf.

## Einsatzzeit
Nach der Indienstnahme unternahm die Maryland, unter dem Kommando von Captain Charles F. Preston, zunächst Übungsfahrten entlang der US-Ostküste. Ende 1921 erfolgte dann schließlich die Eingliederung des Schiffes in die US-Atlantikflotte.

### Vorkriegszeit
Im Sommer 1922 nahm das Schiff in Boston an den Feierlichkeiten anlässlich der Schlacht von Bunker Hill (am 17. Juni) und zum Nationalfeiertag der USA am 4. Juli teil. Zwischen August und September 1922 transportierte das Schlachtschiff den damaligen amerikanischen Außenminister Charles Evans Hughes zur Eröffnung der Weltausstellung nach Rio de Janeiro. Nach ihrer Rückkehr verlegte die Maryland nach einer mehrmonatigen Manövertätigkeit in der Karibik im Juni 1923 durch den Panamakanal und schloss sich an der Westküste der amerikanischen Pazifikflotte an.
Im Laufe des Jahres 1925 unternahm die Maryland mehrere Fahrten im Pazifik und besuchte unter anderem Neuseeland und Australien. 1928 schiffte sich der neu gewählte (aber zu diesem Zeitpunkt noch nicht vereidigte) US-Präsident Herbert Hoover an Bord des Schiffes ein und unternahm eine Besucherreise nach Zentralamerika. Im Anschluss daran folgte 1928/29 ein Werftaufenthalt, in dessen Verlauf erste Modifikationen der Flugabwehr vorgenommen wurden (unter anderem kamen die alten 76-mm-Flak von Bord).
Die 1930er-Jahre verbrachte das Schiff relativ ereignislos bei der Pazifikflotte, wobei hauptsächlich Manövertätigkeiten und gelegentliche Werftaufenthalte (zwecks einer weiteren Flugabwehrumrüstung) das Dasein prägten. Die wachsenden Spannungen im amerikanisch-japanischen Verhältnis und der Ausbruch des Zweiten Weltkrieges 1939 bewogen die amerikanische Flottenführung, die Maryland und den Kern der US-Schlachtflotte im Spätjahr 1940 nach Pearl Harbor auf Oahu (Hawaii) zu verlegen. Dort wurde das Schiff im Dezember 1941 vom Angriff der Japaner überrascht.

### Einsätze 1941: Pearl Harbor
Am Morgen des 7. Dezember 1941 lag die Maryland auf der Battleship Row vor Ford Island vor Anker. Das Schiff lag neben dem Schlachtschiff Oklahoma, das die Maryland zur Seeseite hin abschirmte, so dass sie vor Angriffen mit Lufttorpedos geschützt war. Fast alle in diesem Bereich abgeworfenen Torpedos trafen denn auch die Oklahoma, die nach fünf oder sechs Treffern kenterte und mit über 400 Mann an Bord sank.
Bereits während der ersten japanischen Angriffswelle wurde die Maryland jedoch von hoch fliegenden Nakajima-B5N-Bombern mit zwei panzerbrechenden 800-Kilogramm-Bomben getroffen. Beide Bomben schlugen im Vorschiff ein. Die erste durchschlug das Panzerdeck und zwei darunterliegende Decks und explodierte im dritten Zwischendeck. Hierdurch wurden ein Loch von etwa 50 cm Durchmesser und fünf zusätzliche kleinere Löcher von je etwa 7 bis 8 cm Durchmesser in den Rumpf gerissen (etwa 7 m unterhalb der Wasserlinie). Insgesamt entstand durch diesen Treffer im Vorschiff ein Wassereinbruch von etwa 1.000 Tonnen. Die zweite Bombe schlug vor dem vorderen Zwillingsturm der schweren Artillerie ein, durchbrach das Panzerdeck und explodierte im Schiffsinneren. Hierdurch entstanden beträchtliche Schäden: Das Oberdeck wurde verwüstet (unter anderem wurde ein fast 22 m² großes Loch ins Deck gerissen), der vordere Turm beschädigt (durch Splitter), und im Inneren wurden die meisten Schottwände und Trenntüren zwischen den Sektionen 9 und 20 herausgerissen oder so verbogen, dass sie ersetzt werden mussten. Die Wucht der Detonationen wurde jedoch dadurch etwas abgemildert, dass mehrere Räume mit Schwimmwesten und Nahrungsmitteln zerstört und die Druckwellen so teilweise absorbiert wurden.

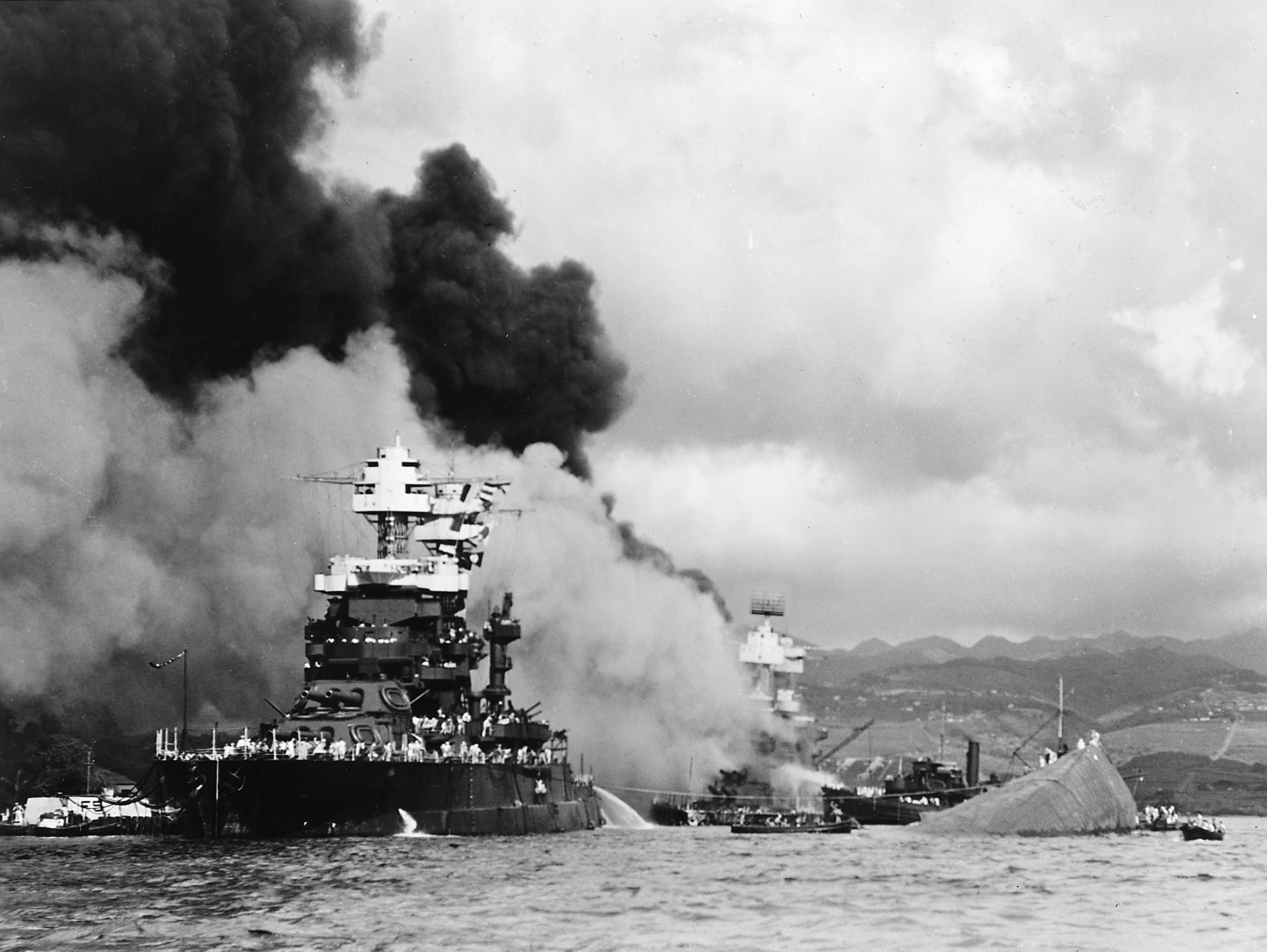
Die Maryland während des Angriffs auf Pearl Harbor; rechterhand ist die gekenterte Oklahoma zu erkennen

Durch gezieltes Gegenfluten (etwa 540 Tonnen Wasser) konnte das Absinken des Bugs von etwa 1,5 m auf nur noch rund 0,5 m reduziert werden. Zu den Schäden durch die Bombentreffer kamen noch Beschädigungen durch Nahtreffer, Bordwaffenbeschuss und Ölbrände (von anderen getroffenen Schiffen). So fiel eines der 127-mm-Geschütze durch Splitterschäden aus, brannten mehrere Pumpen und Kompressoren aus und wurden zwei Radarantennen abgerissen. Insgesamt hatte die Crew vier Tote (zwei Offiziere und zwei Mannschaftsdienstgrade) sowie 13 Verwundete zu beklagen.
Im Verlauf des Angriffs gelang es der Flugabwehr der Maryland, die insgesamt 450 127-mm-Granaten, 4.500 Schuss 28-mm-Munition sowie rund 2.500 Schuss MG-Munition verfeuerte, mindestens zwei, möglicherweise drei japanische Flugzeuge abzuschießen. Seaman 1. Class Leslie V. Short gelang es dabei in den ersten Minuten des Angriffs, einen japanischen Torpedobomber, der zuvor die Oklahoma attackiert hatte, mit seinem 12,7-mm-MG abzuschießen, als dieser über die Maryland hinwegzog. Short hatte neben seiner Gefechtsstation Postkarten für die Weihnachtstage geschrieben und war so rein zufällig neben seinem Fla-MG gewesen, noch ehe der eigentliche Alarm ausgelöst wurde.
Aus Furcht vor einer unmittelbar auf den Angriff folgenden japanischen Landung auf Hawaii wurde die Maryland trotz der erlittenen Schäden noch für 48 Stunden in Bereitschaft gehalten, um etwaige neuerliche Angriffe oder eine Landung bekämpfen zu können.

### Einsätze 1942: Midway und Fidschi
Die Beschädigungen durch die Bombentreffer wurden noch im Dezember 1941 in Pearl Harbor provisorisch repariert. Im Anschluss verlegte die Maryland Ende Dezember zur US-Westküste und wurde dort bis Ende Februar 1942 bei der Puget Sound Naval Shipyard vollständig repariert. Größere Umbauten fanden hierbei nicht statt, da die Marine so schnell wie möglich das Schiff wieder einsatzbereit haben wollte. Ab Ende Mai 1942 bildete die Maryland, gemeinsam mit den älteren (und teils ebenfalls in Pearl Harbor beschädigten, aber mittlerweile reparierten) Schlachtschiffen Tennessee, Colorado und Mississippi die im Frühjahr 1942 neu aufgestellte und in San Francisco stationierte Task Force (TF) 1 (Vizeadmiral William S. Pye).
Im Juni 1942 nahm die Task Force 1 indirekt an der Schlacht um Midway teil und fungierte etwa 1.400 Seemeilen westlich von San Francisco als Ferndeckungsgruppe, auf die sich die US-Flotte im Falle einer Niederlage zurückziehen sollte. Nach dem amerikanischen Sieg in dieser Schlacht verlegten die Maryland und die Colorado nach Samoa und in Richtung der Fidschi-Inseln. Dort agierten die Schlachtschiffe bis Ende November 1942 als Sicherungseinheiten für die alliierten Nachschub- und Geleitzugrouten in Richtung Australien und der Salomonen.

### Einsätze 1943: Tarawa
Nach einem kurzen Einsatz bei den Neuen Hebriden im Februar 1943 marschierte die Maryland Ende Februar nach Pearl Harbor zurück und wurde dort, nach fast zehnmonatigem ununterbrochenem Einsatz, einer umfangreichen, fast sieben Monate dauernden Grundüberholung unterzogen. Hierbei wurden an Bord auch zahlreiche zusätzliche 40-mm-Flak installiert.
Im Oktober 1943 kehrte das Schiff in den Südwestpazifik zurück und nahm im November 1943, als Flaggschiff der Task Force 53 (Konteradmiral Harry W. Hill) und mit dem Befehlshaber der 2. US-Marineinfanteriedivision, Major-General Julian C. Smith, an Bord, an der US-Offensive gegen die Gilbertinseln teil (Operation Galvanic). Hierbei beschoss die Maryland ab dem 20. November fünf Tage lang die schwer umkämpfte Insel Betio (Tarawa-Atoll). Nach der Eroberung der Insel verlegte das Schlachtschiff Anfang Dezember 1943 zurück an die US-Westküste.

### Einsätze 1944: Kwajalein, Saipan, Peleliu und die Schlacht im Leyte-Golf
Nach einer Überholung in San Pedro ging die Maryland im Januar 1944 wieder in See und schloss sich Ende Januar erneut der Task Force 53 an. Nach einem Beschießungseinsatz vor Kwajalein im Rahmen der Operation Flintlock, hierbei ging die Maryland bis auf 500 Meter an die Küstenlinie heran, musste das Schlachtschiff im Februar 1944 erneut an die US-Westküste verlegen, da die Artillerierohre teils ausgeschossen waren. Diese wurden bis Ende April 1944 bei der Puget Sound Naval Shipyard (Bremerton) ausgewechselt.
Im Juni 1944 zur zumeist aus älteren Schlachtschiffen bestehenden Task Group (TG) 52.17 (Konteradmiral Jesse B. Oldendorf) detachiert, nahm die Maryland ab dem 14. Juni 1944 am Angriff auf Saipan teil. Hierbei beschoss das Schlachtschiff am 15. Juni mit Erfolg japanische Befestigungen und zerstörte zwei 150-mm-Geschütze. Am 22. Juni, während die Maryland gemeinsam mit dem Schlachtschiff Pennsylvania vor Garapan (Westküste Saipans) vor Anker lag, durchbrach ein über die nahen Berge kommender zweimotoriger Mitsubishi-G4M-Torpedobomber im Tiefflug das Feuer der Flak und warf einen Torpedo ab. Dieser traf den Bug der Maryland auf der Backbordseite und riss ein Loch durch beide Bordwände. Zwei Mann der Besatzung wurden dabei getötet.

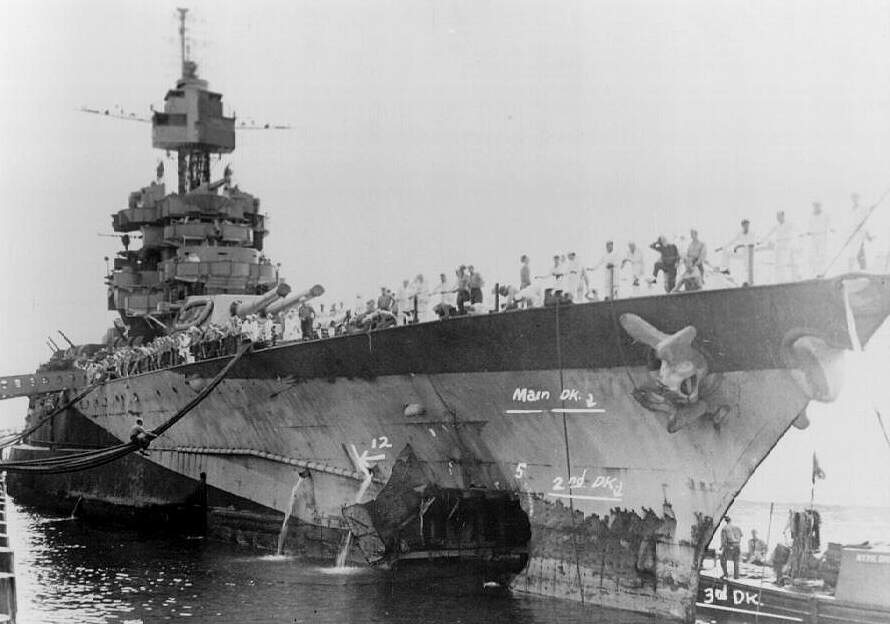
Torpedoschaden im Vorschiff der Maryland (1944)

Der überraschende Angriff beendete den Einsatz des Schiffes vor Saipan. Obwohl die Schäden im Bugbereich beträchtlich waren, konnte die Maryland, da das vordere Kollisionsschott hielt, mit einer Höchstgeschwindigkeit von rund 10 kn selbstständig zunächst nach Eniwetok und später nach Pearl Harbor verlegen, wo die notwendigen Reparaturen stattfanden.
Mitte August 1944 war die Maryland wieder einsatzbereit und schloss sich bei den Salomonen wieder Konteradmiral Oldendorfs Schlachtschiffverband an (mittlerweile in Task Group 32.5 umbenannt). Mit diesem nahm das Schiff vom 12. bis zum 15. September 1944 an der Schlacht um Peleliu teil und leistete erneut Feuerunterstützung gegen Landziele. Insgesamt wurden hierbei auf die nur etwa 16 km² große Insel 519 406-mm-Granaten verschossen. Unmittelbar darauf wurde das Schlachtschiff zur 7. US-Flotte (Vizeadmiral Thomas C. Kinkaid) verlegt, um bei der anlaufenden US-Großoffensive gegen die Philippinen eingesetzt werden zu können. Hierbei bildete das Schiff, gemeinsam mit fünf weiteren älteren Schlachtschiffen, acht Kreuzern und 21 Zerstörern die Task Group 77.2 (erneut unter dem Befehl von Konteradmiral Oldendorf).
Nach der Landung der US-Truppen auf Leyte am 20. Oktober 1944 lief die japanische Flotte zu einem großangelegten Gegenangriff aus, woraus sich die See- und Luftschlacht im Golf von Leyte entwickelte. Hierbei fing die Task Group 77.2 in den frühen Morgenstunden des 25. Oktober in der Straße von Surigao die anmarschierende japanische Südgruppe (Vizeadmiral Shōji Nishimura) ab, die unter anderem aus den beiden Schlachtschiffen Yamashiro und Fusō bestand. Die zahlenmäßig überlegenen und mit Radar ausgerüsteten US-Schiffe konnten den japanischen Verband, der sich zudem in einer sogenannten Crossing-the-T-Stellung befand, fast völlig aufreiben. Die Maryland eröffnete um 3:59 Uhr das Feuer auf die japanischen Spitzenschiffe und verschoss bis 4:17 Uhr insgesamt 48 406-mm-Granaten. Dies war das letzte Artilleriegefecht zwischen Schlachtschiffen in der Seekriegsgeschichte. Beide japanische Schlachtschiffe sowie vier weitere Schiffe der Streitmacht Nishimuras wurden versenkt.
Im Anschluss verlegte die Task Group 77.2 in den Südausgang der Surigao-Straße und leistete dort Sicherungsdienste während der laufenden Kämpfe auf den Philippinen. Dabei wurden die Schiffe ab Ende November 1944 starken japanischen Luftangriffen ausgesetzt. Alleine am 27. November schossen die Schiffe der Task Group 77.2 elf Flugzeuge ab. Am 29. November durchbrach in der Abenddämmerung jedoch ein Kamikaze das Flakfeuer und stürzte sich auf die Maryland. Das Flugzeug schlug auf der Decke des vorderen Artillerieturms auf, explodierte zwischen den Türmen A und B und tötete insgesamt 31 Crewmitglieder. Obwohl beide Türme einsatzbereit blieben, richtete die Explosion doch erhebliche Schäden unter den leichten und mittleren Flugabwehrwaffen an Oberdeck an. Anfang Dezember 1944 wurde die Maryland deswegen aus der Flotte herausgelöst und erneut nach Pearl Harbor zur Reparatur detachiert.

### Einsätze 1945: Okinawa und Operation Magic Carpet
Nach den rund drei Monate dauernden Ausbesserungsarbeiten kehrte die Maryland wieder zur Flotte zurück und beteiligte sich ab dem 21. März 1945 (als Teil der Task Force 54) an der Offensive gegen Okinawa, wobei das Schiff am 25. März erstmals Landziele auf der Insel beschoss. Während einer dieser Beschießungsmissionen wurde die Maryland am 7. April jedoch neuerlich von einem Kamikaze getroffen. Dieser war zusätzlich mit einer 250-Kilogramm-Bombe beladen, die auf der Decke des achteren überhöhten Turms C explodierte. Erneut waren die Schäden beträchtlich und fast alle leichten und mittleren Flugabwehrwaffen in der Umgebung des Turms wurden zerstört; zudem wurden 53 Crewmitglieder, zumeist Bedienmannschaften, getötet.

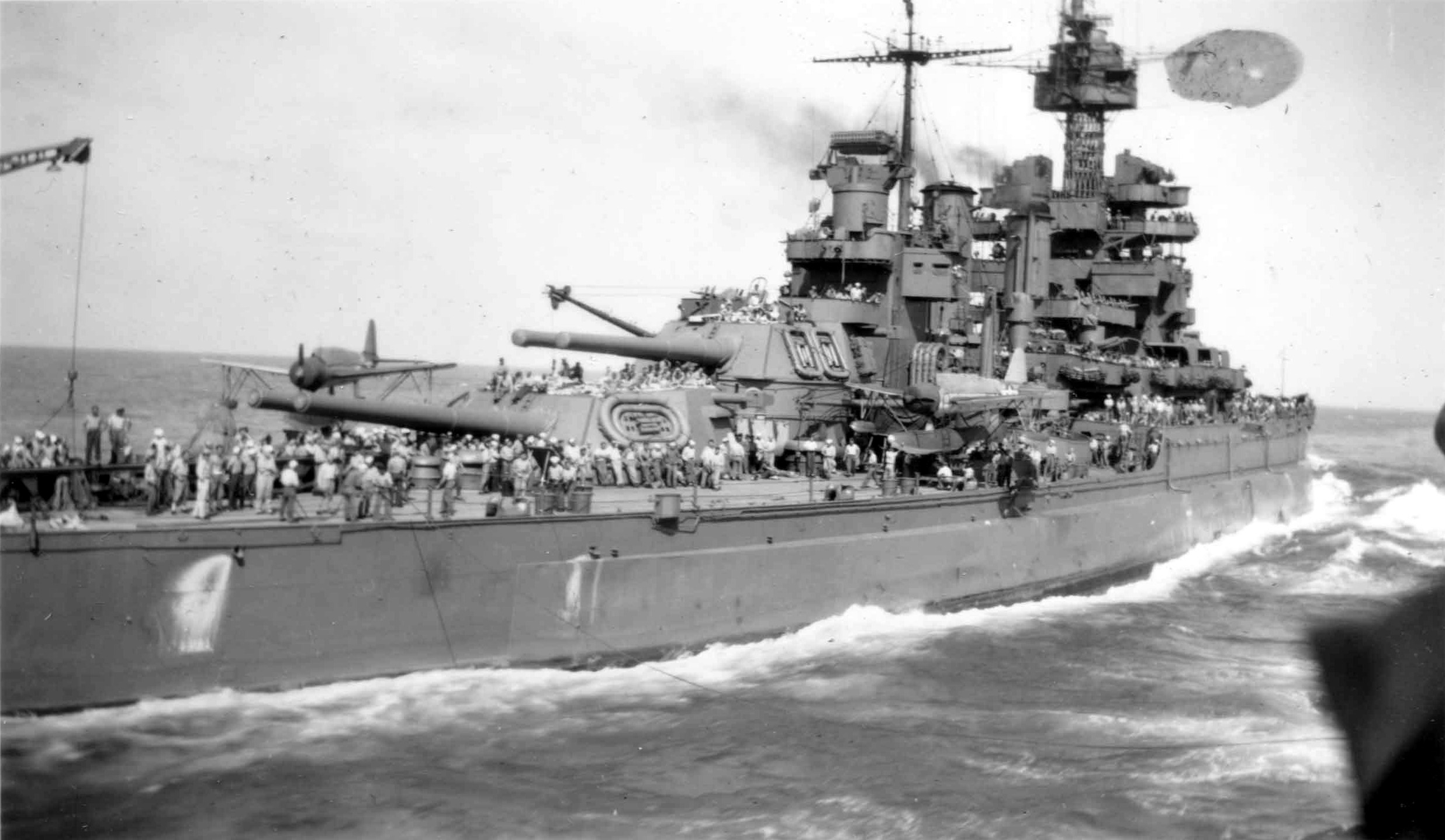
Die Maryland im Frühjahr 1945

Die Maryland verlegte daraufhin zurück nach Bremerton zur Puget Sound Naval Shipyard, wo sie am 7. Mai 1945 eintraf. In einem bis August 1945 dauernden Großumbau wurden sämtliche einzeln aufgestellten 127-mm-Flugabwehrgeschütze ausgebaut und durch 16 127-mm-Geschütze Mark 12 in acht Doppeltürmen ersetzt. Dieser Umbau lohnte sich allerdings kaum mehr, da der Zweite Weltkrieg am 2. September 1945 mit der Kapitulation Japans zu Ende ging. Das umgebaute Schlachtschiff nahm infolgedessen auch an keinen weiteren Kampfeinsätzen mehr teil.
Zwischen August und Dezember 1945 unternahm das Schiff allerdings insgesamt vier Fahrten in den Pazifik und transportierte im Rahmen der Truppenrückführungsmission Operation Magic Carpet rund 9.000 US-Soldaten in die Heimat zurück.

### Nachkriegszeit und Verschrottung
Nach ihrer Rückkehr von der letzten Transportoperation am 17. Dezember 1945 wurde die Maryland zunächst noch einige Monate lang in Bremerton in Bereitschaft gehalten, dann aber am 15. April 1946 zunächst in die Reserve versetzt. Nach der darauf folgenden Außerdienststellung am 3. April 1947 wurde die Verschrottung allerdings zurückgestellt, da das Schiff erst 1945 grundmodernisiert worden war und sich noch in einem relativ guten Zustand befand. Aus diesem Grund verblieb die Maryland in eingemottetem Zustand bis Anfang 1959 bei der Reserveflotte. Erst am 8. Juli 1959 wurde das Schiff an die Learner Company in Oakland verkauft. Diese ließ das Schlachtschiff ab August 1959 bei der Todd Pacific Shipyard in San Pedro verschrotten.